# Casa de Juan Parres Puig
La Casa de Juan Parres Puig es un inmueble de estilo art decó aerodinámico situado en la calle O'Donnell 41, del Ensanche Modernista en la ciudad española de Melilla. Forma parte del Conjunto Histórico Artístico de la Ciudad de Melilla, un Bien de Interés Cultural.

## Historia
Fue construido entre 1933 y 1936 según diseño del arquitecto Francisco  Hernanz.

## Descripción
Está construido en ladrillo macizo. Dispone de planta baja, tres plantas sobre esta y otra que solo ocupa parte de la superficie.
Sus fachadas son extremadamente austeras, con bajos sin decoración y miradores, con líneas horizontales sobre los arquitrabes de las ventanas y en sus alféizares, que se continúan en los petos de los balcones de fábrica sin ornamentación ni molduras.